# بخش کالرین (شهرستان همیلتون، اوهایو)
بخش کالرین (به انگلیسی: Colerain Township) یک منطقهٔ مسکونی در ایالات متحده آمریکا است که در شهرستان همیلتون، اوهایو واقع شده‌است.
 بخش کالرین ۱۱۱٫۸ کیلومتر مربع مساحت و ۵۸٬۴۹۹ نفر جمعیت دارد و ۲۶۰ متر بالاتر از سطح دریا واقع شده‌است.